# Kris
Kris ili keris asimetrični je bodež s karakterističnim uzorcima oštrica postignutim izmjeničnim kaširanjem željeza i željeznog željeza s područja Indonezije., kris je poznat po prepoznatljivoj valovitoj oštrici, iako mnogi imaju i ravne oštrice, i jedno je od oružja koje se često koristi u borilačkoj vještini pencasilat. .
Kris se može podijeliti u tri dijela: oštrica (bilah ili wilah), drška (hulu) i oštricu (warangka). Svaki dio krisa smatra se umjetničkim djelom, često izrezbarenim u detaljima i izrađenim od različitih materijala: metala, rijetkih vrsta drveta, zlata ili slonovače. Estetsku vrijednost čine dhapur (oblik i dizajn oštrice, s oko 60 varijanti), pamor (uzorak ukrasa od metalne legure na oštrici, s oko 250 varijanti) i tangguh koji se odnosi na starost i podrijetlo krisa.
Indonežani vjeruju kako kris posjeduje čarobne moći te ga stoga upotrebljavaju poput talismana za donošenje sreće. 
Indonezijska vlada promovira kris kao kulturni simbol Indonezije. :266 Iako se kris obično povezuje s Javancima u indonezijskom društvu, druge etničke zajednice kris koriste kao oružje kao dio njihove kulture, poput Balinežana, Sundanaca, Malajaca, Maduraca, Banjara, Bugineza i Makassara. Kris se stoljećima proizvodi u mnogim regijama Indonezije, ali nigdje, kris nije toliko ugrađen u međusobno povezanu cjelinu ritualnih događanja, ceremonija ili epske poezije kao u Središnjoj Java. :27 Godine 2005. UNESCO je krisu dodijelio status nematerijalne svjetske baštine.